# Svet baltskih držav
Svet baltskih držav (angleško Council of the Baltic Sea States, kratica CBSS) je regionalna medvladna organizacija, ki združuje deset držav članic, geografsko, kulturno in zgodovinsko povezanih z Baltikom. Njegovo glavno telo je svèt zunanjih ministrov članic, ki mu vsako leto predseduje druga država in se srečuje na rednih letnih zasedanjih, organizacijsko pa ga podpira sekretariat s sedežem v Stockholmu na Švedskem. Tekoče zadeve obravnava Komite višjih uradnikov, te imenuje ministrski svèt in se sestajajo pogosteje.
Delovanje je osredotočeno na tri glavna področja:
- regionalna identiteta,
- trajnostna in uspešna regija ter
- trajnostni razvoj in varstvo okolja.

Združenje je nastalo ob razpadu Sovjetske zveze in koncu hladne vojne leta 1992 z namenom krepitve integracije regije.

## Članice
Organizacijo sestavlja deset članic, poleg držav iz regije ob Baltskem morju je bila leta 1995 sprejeta Islandija. Vse razen Norveške so članice Evropske unije, ki ima v svètu zunanjih ministrov visokega predstavnika. CBSS je zaradi invazije na Ukrajino leta 2022 suspendiral Rusijo, ki je nato izstopila iz organizacije.
- Danska
- Estonija
- Finska
- Islandija (od 1995)
- Latvija
- Litva
- Nemčija
- Norveška
- Poljska
- Švedska

Poleg tega ima status opazovalke še nadaljnjih deset držav, to so večinoma evropske države in Združene države Amerike. Leta 2022 je bila, prav tako zaradi invazije na Ukrajino, kot opazovalka suspendirana ruska zaveznica Belorusija.